# Atomstation
Atomstation (isländisch Atómstöðin) ist ein Roman des isländischen Schriftstellers Halldór Laxness. Das Werk wurde 1946–47 geschrieben und erschien 1948.

## Hintergrund
Den historischen Hintergrund des Romans bildet die Besatzung Islands durch die Briten 1940, die 1941 von den US-Amerikanern abgelöst wurden. Die Unabhängigkeit Islands wurde durch das Ansuchen der USA (1946), für 99 Jahre einen Stützpunkt errichten zu wollen, als gefährdet angesehen. Dem stimmte aber das isländische Parlament schließlich zu und schloss den Keflavík-Vertrag ab. Halldór Laxness kritisierte, dass auf dem Gebiet des Stützpunktes isländische Rechtsprechung nicht mehr wirksam sei. Vor allem aber sah er eine Bedrohung des isländischen Lebens, denn bei einem Atomkrieg würde Island durch diesen Stützpunkt zu einem potenziellen Angriffsziel werden. Diese Befürchtungen standen unter dem Eindruck des Abwurfs zweier Atombomben auf Hiroshima und Nagasaki kurz zuvor; unmittelbar nach diesen Geschehnissen begann Laxness mit der Arbeit am Roman.

## Handlung
Das ungebildete Bauernmädchen Ugla kommt aus einem abgelegenen Ort in Nordisland in die Hauptstadt Reykjavík, um bei dem Abgeordneten Búi Árland zu arbeiten und das Orgelspielen zu lernen. Sie trifft auf eine ihr völlig unbekannte Welt: Politiker und Militärs gehen ein und aus, die Bewohner sind verwöhnt, versnobt und arrogant, dabei sind zumindest die Kinder dennoch menschlich berührend. Sie hingegen kommt aus einem Bauerndorf, wo die mittelalterlichen Isländersagas einen höheren Stellenwert besitzen als das, was in den Medien berichtet wird, und als höchstes Maß für Handeln und Denken gelten. Während der Ministerpräsident geheime Verhandlungen mit den Amerikanern führt und das Land  „verkauft“, trifft Ugla auch auf andere Strömungen der Zeit, vor allem im Haus ihres Orgellehrers, wo sie mit kommunistischen und anarchistischen Gedanken in Berührung kommt; sie protestiert ebenfalls gegen die Errichtung des Stützpunkts.
Am Scheitelpunkt des Romans steht sie vor der Wahl zwischen einem Leben mit dem reichen Abgeordneten, mit dem sie ein kurzes Verhältnis hatte, und einem einfachen Polizisten, der sich bei einem kurzen Versuch in der Geschäftswelt überschuldet hat. Sie versteht die Unüberbrückbarkeit der Klassengegensätze und entscheidet sich für den Polizisten, von dem sie ein Kind bekommen hat.

## Verfilmung
Der Roman wurde 1984 unter dem Titel Atómstöðin in Island von Þorsteinn Jónsson verfilmt.

## Ausgaben
- Atomstation, Roman (Übersetzt von Ernst Harthern) (= rororo Taschenbuch, Band 162), Rowohlt, Hamburg 1955, DNB 452732271.
- Halldór Laxness: Atomstation, Roman (Aus dem Isländisch übersetzt von Ernst Harthern), Aufbau, Berlin 1955, DNB 57457333X (Ausgabe für die DDR. Der Vertrieb in Westdeutschland, Westberlin und in der Schweiz ist nicht gestattet).
- Halldór Laxness: Atomstation: Roman (Originaltitel: Atómstödin, übersetzt von Hubert Seelow), Steidl, Göttingen 2011, ISBN 978-3-86930-402-1.